# Check Your Head
Check Your Head – trzeci album studyjny hiphopowego zespołu Beastie Boys wydany w 1992 roku.

## Lista utworów
1. „Jimmy James” – 3:14
2. „Funky Boss” – 1:35
3. „Pass the Mic” – 4:17
4. „Gratitude” – 2:45
5. „Lighten Up” – 2:41
6. „Finger Lickin' Good” – 3:39
7. „So What'cha Want” – 3:37
8. „The Biz Vs. The Nuge” – 0:33
9. „Time for Livin'” – 1:48
10. „Something's Got to Give” – 3:28
11. „The Blue Nun” – 0:32
12. „Stand Together”– 2:47
13. „Pow” – 2:13
14. „The Maestro” – 2:52
15. „Groove Holmes” – 2:33
16. „Live at P.J.'s” – 3:18
17. „Mark on the Bus” – 1:05
18. „ Professor Booty” – 4:13
19. „In 3's” – 2:23
20. „Namasté” – 4:01